# Fraunhofer-Institut für Werkstoff- und Strahltechnik
Das Fraunhofer-Institut für Werkstoff- und Strahltechnik (IWS), Kurzbezeichnung „Fraunhofer IWS“, ist eine Einrichtung der Fraunhofer-Gesellschaft zur Förderung der angewandten Forschung e. V. (FhG) und hat seinen Sitz in Dresden. Seine Aktivitäten sind der angewandten Forschung und Entwicklung im Fach Ingenieurwissenschaft auf dem Gebiet der Lasertechnik und der Oberflächentechnik zuzuordnen.

## Forschung und Entwicklung
Das Fraunhofer IWS forscht auf den Gebieten der Lasertechnik (z. B. Laserschweißen, Laserschneiden, Laserhärten), der Oberflächentechnik (z. B. Auftragschweißen), der Mikrobearbeitung, der Additiven Fertigung, der Optischen Messtechnik sowie der Dünnschicht- und Nanotechnologie. Die in die Forschung und Entwicklung integrierte Werkstoffprüfung und -charakterisierung fundiert und erweitert das Spektrum des Instituts.
Das Fraunhofer IWS ist als Kooperationspartner direkt am Dortmunder OberflächenCentrum DOC mit einer Projektgruppe vertreten. Die Schwerpunkte der Forschungsarbeiten liegen in der Beschichtung von Oberflächen, um z. B. Funktionen wie Korrosionsschutz und Kratzfestigkeit zu verbessern. Die Fraunhofer-Projektgruppe hat sich das Ziel gesetzt, zusammen mit ThyssenKrupp-Mitarbeitern Verfahren der Oberflächentechnik zu entwickeln und in die industrielle Umsetzung zu überführen.
Die Hauptkooperationspartner in den USA sind das Center for Coatings and Diamond Technologies (CCD) an der Michigan State University in East Lansing und das Center for Laser Applications (CLA) in Plymouth, Michigan. Die beiden Center spiegeln die Hauptaktivitäten des Fraunhofer IWS, die Laser- und die Schichttechnologie, wider. Mit einem Jahresumsatz von 4,4 Mio. US$ sind die beiden Center zwei der umsatzstärksten Fraunhofer-Center in den USA.

## Kooperationen
Das Fraunhofer IWS ist federführendes Mitglied im Fraunhofer-Verbund Oberflächentechnik und Photonik (VOP). Die sechs an diesem Verbund teilnehmenden Fraunhofer-Institute kooperieren, um durch ihre aufeinander abgestimmten Kompetenzen dem raschen technologischen Fortschritt gerecht werden zu können.
Das Institut kooperiert in mehreren Verbünden und Allianzen mit anderen Fraunhofer-Instituten, um Geschäftsfelder gemeinsam zu bearbeiten und zu vermarkten. Ziel der Themenverbünde ist es, institutsübergreifende Aufgabenstellungen aufzugreifen und als Ansprechpartner für öffentliche und industrielle Auftraggeber die Interessen gemeinsam zu vertreten.
Eine aktive Mitgliedschaft besteht bei Silicon Saxony, einem Netzwerk bzw. Industrieverband der sächsischen Mikroelektronik- und Halbleiterindustrie sowie von einschlägigen Forschungseinrichtungen. Darüber hinaus ist das Fraunhofer IWS Mitglied in verschiedensten Verbänden und Organisationen. Das Fraunhofer IWS ist ein Partnerinstitut im Wissenschaftsverbund Dresden-concept.
Seit dem Beginn der Kooperation mit der Technischen Universität Dresden im Jahr 1997 hat das Fraunhofer IWS die Zusammenarbeit mit den verschiedenen Lehrstühlen kontinuierlich ausgebaut.

## Infrastruktur
Am Institut sind insgesamt 473 Personen beschäftigt.
Der Betriebshaushalt des Fraunhofer IWS lag im Geschäftsjahr 2022 bei 29,4 Millionen Euro. Etwa 9,1 Millionen Euro kamen aus der Grundfinanzierung, welche zu 90 % aus Bundesmitteln und zu 10 % aus Landesmitteln finanziert wird. Rund 35 % des Betriebshaushalts waren Erträge aus der Auftragsforschung der Wirtschaft, die restlichen Mittel stammen aus öffentlichen und sonstigen Erträgen.
Das Institut wurde seit 1997 von Eckhard Beyer geleitet. Mit Wirkung vom 1. Januar 2018 ist der Werkstoffwissenschaftler Christoph Leyens Institutsleiter des Fraunhofer IWS Dresden. Leyens ist gleichzeitig Institutsdirektor an der Technischen Universität Dresden.